# Definition of Real
Definition of Real är rapparen Plies andra studioalbum. Det släpptes 10 juni 2008. Gästartister på albumet är Ne-Yo, J. Holiday, Keyshia Cole, Trey Songz, Jamie Foxx och The-Dream. 
Albumet har sålts i över 540.000 exemplar i USA.
Två singlar har släppts från albumet, Bust It Baby Pt. 2 och Please Excuse My Hands.

## Låtlista
| Nr | Låt                                      | Producent(er)             | Gästartist(er)              | Längd |
| -- | ---------------------------------------- | ------------------------- | --------------------------- | ----- |
| 1  | "I'm da Man"                             | Drumma Boy                | Trey Songz                  | 3:49  |
| 2  | "Ol' Lady"                               | BC OF Necronam/Nightrydas |                             | 3:35  |
| 3  | "Bushes"                                 | Midnight Black            |                             | 4:12  |
| 4  | "Worth Goin FED Fo"                      | Bryan Tyson               |                             | 3:59  |
| 5  | "Dat B***h"                              | DVS                       |                             | 3:33  |
| 6  | "Somebody (Loves You)"                   | Rodnae                    |                             | 4:38  |
| 7  | "Feel Like F***in'"                      | Bryan Tyson               |                             | 4:15  |
| 8  | "Watch Dis"                              | Drumma Boy                |                             | 3:29  |
| 9  | "Who Hotter Than Me"                     | Midnight Black            |                             | 3:28  |
| 10 | "1 Day"                                  | Bryan Tyson               |                             | 3:51  |
| 11 | "Bust It Baby Pt. 2"                     | J.R. Rotem                | Ne-Yo                       | 4:01  |
| 12 | "S**t Bag"                               | Bryan Tyson               |                             | 3:34  |
| 13 | "Please Excuse My Hands"                 | DJ Frank E, Oligee        | The-Dream and Jamie Foxx    | 4:24  |
| 14 | "Rich Folk"                              | Pentagon Productions      |                             | 4:03  |
| 15 | "#1 Fan"                                 | DJ Nasty & L.V.M.         | Keyshia Cole and J. Holiday | 3:57  |
| 16 | "Thug Section" (Best Buy-bonuslåt)       | Kane Beatz                |                             | 4:50  |
| 17 | "Die Together" (Best Buy-bonuslåt)       | Bryan Tyson               |                             | 3:09  |
| 18 | "Bust It Baby Pt. 1" (Best Buy-bonuslåt) | DVS                       |                             | 3:14  |